# O'Neills
O'Neills Irish International Sports Company Ltd, conosciuta semplicemente come O'Neills, è un'azienda irlandese produttrice di abbigliamento sportivo fondata nel 1918 e con sede principale a Dublino. È il più grande produttore di abbigliamento sportivo d'Irlanda.

## Prodotti
Produce abbigliamento e attrezzature di: rugby a 13, rugby a 15, football australiano, calcio gaelico, hurling, calcio, cricket e hockey su prato. Ha una lunga relazione lavorativa con la Gaelic Athletic Association (GAA).

### Calcio
- Repubblica Democratica del Congo
- Bristol City
- Wycombe Wanderers
- Bohemian
- Galway United
- University College Dublin
- Partick Thistle

### Rugby a 13
- Dragons Catalans
- Huddersfield Giants
- Widnes Vikings
- XIII Limouxin

### Rugby a 15
- Cornovaglia
- Brumbies
- Western Force
- Worcester Warriors
- Cork Constitution
- Swords
- Hawke's Bay
- Manawatu